# Campionati europei di atletica leggera indoor 2025 - Staffetta 4×400 metri femminile
La gara della staffetta 4×400 metri femminile ai campionati europei di atletica leggera indoor di Apeldoorn 2025 si è svolta il 9 marzo 2025 presso l'Omnisport Apeldoorn.

## Podio
| Pos.    | Nazione                                                                             |
| ------- | ----------------------------------------------------------------------------------- |
| Oro     | Paesi Bassi Lieke Klaver, Nina Franke, Cathelijn Peeters, Femke Bol                 |
| Argento | Gran Bretagna Lina Nielsen, Hannah Kelly, Emily Newnham, Amber Anning               |
| Bronzo  | Rep. Ceca Lada Vondrová, Nikoleta Jíchová, Tereza Petržilková, Lurdes Gloria Manuel |

## Record
| Record                | Record                                                                     | Record  | Record               | Record          |
| --------------------- | -------------------------------------------------------------------------- | ------- | -------------------- | --------------- |
| Record mondiale       | Russia Julija Guščina, Ol'ga Kotljarova, Ol'ga Zajceva, Olesja Krasnomovec | 3'23"37 | Glasgow, Regno Unito | 28 gennaio 2006 |
| Record europeo        | Russia Julija Guščina, Ol'ga Kotljarova, Ol'ga Zajceva, Olesja Krasnomovec | 3'23"37 | Glasgow, Regno Unito | 28 gennaio 2006 |
| Record dei campionati | Paesi Bassi Lieke Klaver, Marit Dopheide, Lisanne De Witte, Femke Bol      | 3'27"15 | Toruń, Polonia       | 7 marzo 2021    |

## Programma
| Data    | Ora   | Turno  |
| ------- | ----- | ------ |
| 9 marzo | 18:50 | Finale |

## Risultati

### Finale[1]
| Posizione | Corsia | Nazione       | Atlete                                                                    | Tempo   | Note                                                                               |
| --------- | ------ | ------------- | ------------------------------------------------------------------------- | ------- | ---------------------------------------------------------------------------------- |
| Oro       | 5      | Paesi Bassi   | Lieke Klaver, Nina Franke, Cathelijn Peeters, Femke Bol                   | 3'24"34 | Record dei campionati · Miglior prestazione mondiale stagionale · Record nazionale |
| Argento   | 6      | Gran Bretagna | Lina Nielsen, Hannah Kelly, Emily Newnham, Amber Anning                   | 3'24"89 | Record nazionale                                                                   |
| Bronzo    | 2      | Rep. Ceca     | Lada Vondrová, Nikoleta Jíchová, Tereza Petržilková, Lurdes Gloria Manuel | 3'25"31 | Record nazionale                                                                   |
| 4         | 3      | Spagna        | Paula Sevilla, Eva Santidrián, Daniela Fra, Blanca Hervas                 | 3'25"68 | Record nazionale                                                                   |
| 5         | 4      | Francia       | Camille Seri, Louise Maraval, Marjorie Veyssiere, Amandine Brossier       | 3'25"80 | Record nazionale                                                                   |
| 6         | 1      | Irlanda       | Rachel McCann, Lauren Cadden, Arlene Crossan, Cliodhna Manning            | 3'32"72 | Miglior prestazione personale stagionale                                           |